# Пофаддер
Пофаддер (африк. Pofadder) — крупнейший город региона Бушменленд южноафриканской Северо-Капской провинции. 

## Название
Некоторые авторы утверждают, что Пофаддер был назван в честь Клааса Пофаддера, вождя местного племени гриква (кой-кой). Другие утверждают, что это всего лишь проявление современной политической корректности и что не существует никаких записей, подтверждающих, что деревня не была названа в честь ядовитой шумящей гадюки, называемой «пуфф-аддер», которая достаточно распространена в этих местах.

## Описание

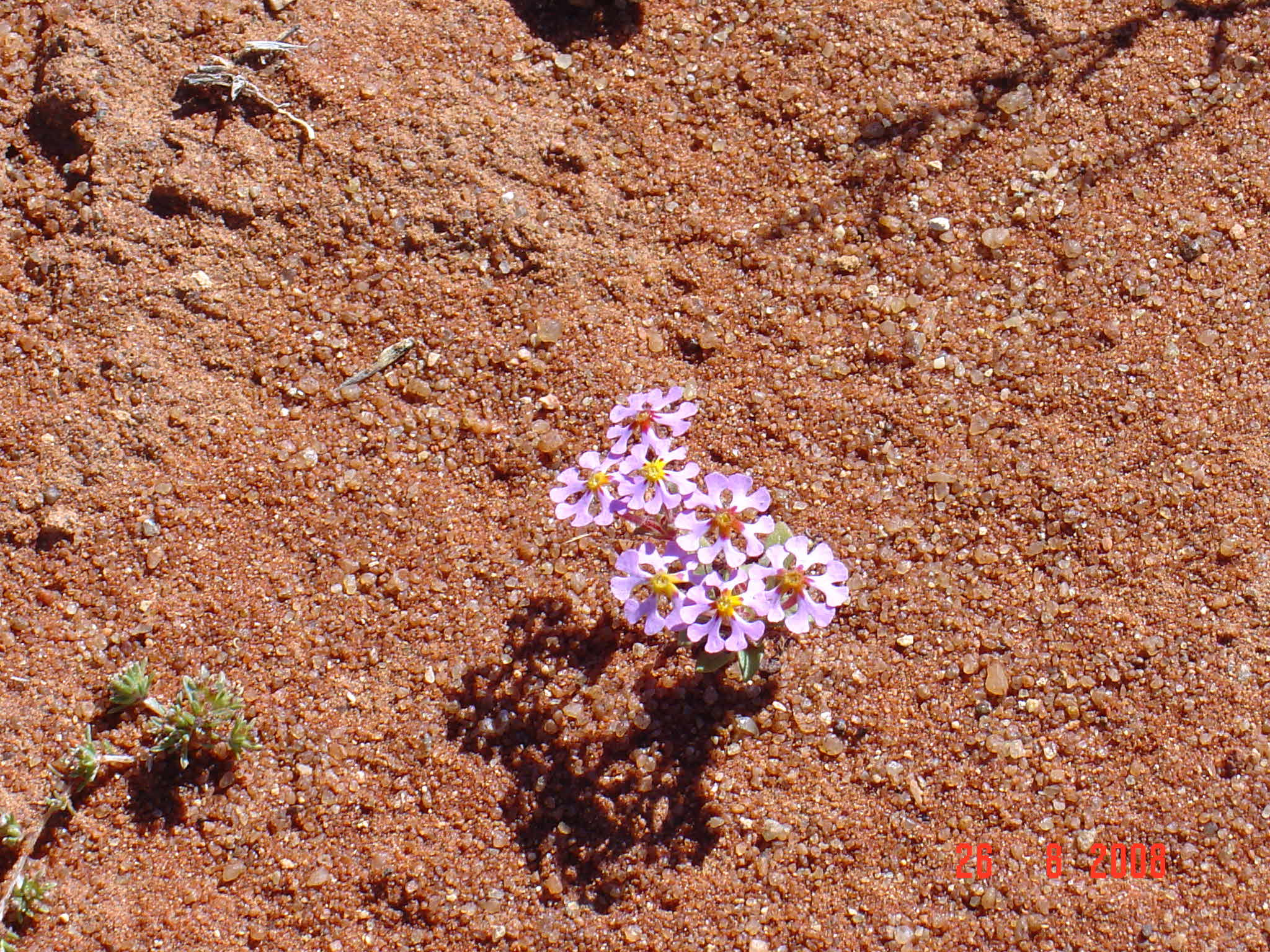
Цветущая в Бушменленде после неожиданного дождя залузианския.

Несмотря на небольшой размер, город является важным местным центром региона Бушменленд. Окружающие его регионы — засушливые, малонаселённые, каменистые и живописные. Из сельского хозяйства здесь есть лишь ограниченное разведение овец и коз. Как туристическая достопримечательность, регион не может конкурировать с весенним цветением в прибрежных регионах Намакваленда. Однако, этот регион особенно привлекателен для биологов и тех, кого интересует замечательное разнообразие, как правило крохотных ксерофитов, и животный мир пустынь. В последние годы городская экономика поднимается за счёт строительства и работы электростанций на солнечной энергии.
Город расположен на национальной автодороге N14 между Апингтоном и Спрингбоком и в 50 км от Онсипканса на границе с Намибией вдоль региональной автодороге R358. Пофаддер находится рядом с водопадом Ритчи-Фоллс, расположенного в нетронутой дикой местности, второго по величине водопада на Оранжевой после Ауграбис-Фоллс.